# Günter Rückert
Günter Rückert (* 1952 in Löningen, Oldenburg) ist ein deutscher Maler, Karikaturist, Grafiker, Autor und Regisseur. Seit 1997 inszeniert er den Dortmunder „Geierabend“.

## Leben
Günter Rückert ist seit 1975 künstlerisch tätig. Schon früh veröffentlichten verschiedene Zeitschriften und Magazine seine Karikaturen; als Kabarettist war er Mitbegründer der Gruppe „N8chtschicht“. Parallel dazu studierte er Germanistik, Theaterwissenschaften und Geschichte in Bochum, wo er 1985 promovierte. Ein Jahr später entschied er sich hauptberuflich für die Kunst. Zu seinem umfangreichen Werk zählen unter anderem Grafiken, Radierungen, Buch-Illustrationen und die Arbeit mit freien Theatergruppen. Seit 1997 führt er Regie beim satirischen Dortmunder „Geierabend“, schreibt dafür Texte und Programme und ist seit 2009 Vorsitzender des Westfälischen Künstlerbundes Dortmund.

## Einzelausstellungen
- 1986 Galerie Ostentor, Dortmund
- 1988 Korneliusgalerie, Aachen
- 1989 Stadtteilzentrum „Belmundo“, Berlin
- 1991 Internationale Möbelmesse, Köl
- 1991 „art center“ Andrews University, Michigan/USA
- 1993 Galerie Schulok, Iserlohn
- 1994 Galerie AVIVA, Essen
- 1995 Verein für Kunst und Kommunikation, Bochum
- 1996 Galerie van Almsick, Gronau.
- 1996 Städt. Galerie Sohle 1, Bergkamen
- 1997 Flottmannhallen, Herne
- 1999 Harenberg, Dortmund
- 2002 strathwork-Galerie, Ladbergen
- 2003 art-gallery, Luxemburg
- 2005 „Ruhrblau und Emscherblues“, Wissenschaftspark Gelsenkirchen
- 2007 Galerie Haus Herbede, Witten
- 2008 Torhaus Rombergpark, Dortmund
- 2010 Galerie Schloss Erwitte
- 2011 Städtische Galerie Castrop-Rauxel
- 2011 Jazzclub domicil, Dortmund
- 2012 Galerie Uniewski, Dortmund
- 2012 Galerie Kley, Hamm
- 2013 Artium Art Gallery, Luxemburg
- 2013 Galerie Fletch Bizzel, Dortmund

## Ausstellungsbeteiligungen (Auswahl)
- 1989 „ABATTOIRS 89“, Festival International d' art de groupe, Marseille
- 1990 „THE GRAND CHILDREN OF MAX AND MORITZ“, Comics and Cartoons, made in Germany, Wanderausstellung des Goethe-Instituts, New York, Chicago u. a.
- 1992 „art“, Kunstmesse Frankfurt
- 1993 2. Triennale der Druckgrafik des Landes Niedersachsen, Schloß Bevern – „ambiente“, Kunstmesse Frankfurt
- Grafikkalender Stadt Dortmund, Rathaus (1999, 2000, 2002, 2004, 2006, 2007, 2010, 2012, 2013)
- 2003 „Zeichengeräteturnen“, zusammen mit F. W. Bernstein und Ari Plikat, Galerie Fletch Bizzel, Dortmund
- 2004 „An Ecken anecken“, Westfälischer Künstlerbund, Rathaus Dortmund
- 2007 „Die Rückseite des Mondes“, Berufsverband bildender Künstler, Berswordt-Halle, Dortmund
- 2012 BIG BANG, Ausstellung der Künstlerverbände, BIG gallery Dortmund
- 2013 MIT OHNE ALLES, Berufsverband bildender Künstler, BIG gallery, Dortmund
- 2013 “Das Beste zum Schluss”, Starke Orte, ehemaliges Ostwallmuseum, Dortmund

## Veröffentlichungen/Werke (Auswahl)
- „Untersuchungen zum Sprachverhalten türkischer Jugendlicher in der BRD“, Centaurusverlag, Pfaffenweiler, 1985 (Dissertation)
- „Das Karbidkommando“, Ein Comic-Album über den Widerstand der Edelweißpiraten gegen Hitlerjugend und GeStaPo, Tapir-Verlag, Dortmund, 1987
- „Katschimbowski“, Comic-Serie in U-Comix, Frankfurt 1987–89
- Illustrationen zu „Kucken, ob’s tropft“, Fritz Eckenga, Edition Tiamat, Berlin, 1997
- Illustrationen zu „Ich muß es ja wissen“, Fritz Eckenga, Edition Tiamat, Berlin 1998
- „Mona Lisa muss neu geschrieben werden“, Fritz Eckenga, Günter Rückert, edition tiamat, Berlin 2000
- Illustrationen zu „Draußen hängt die Welt in Fetzen“, Fritz Eckenga, Kunstmann-Verlag, München, 2002

## Theater und Kabarett (Auswahl)
- 1976–1978: Kabarett Reißzwecke
- 1978–1984: Rocktheater Nachtschicht
- 1984–1991: Kabarett Chic – Aurora
- 1986–1996: Türkisch-kurdisch-deutsche Theatergruppe „Tschüss´mü“
- 1996–1998: Comedy-Performance – Duo Brech 4
- seit 1999: Regie für das Kabarett „Bullemänner“
- 2000: Regie für Ape und Feuerstein „Darüber spricht man nicht“
- seit 1997: künstlerische Leitung und Regie des Geierabend in Dortmund
- 2003: Texte und Regie für die „Pannekopp-Revier-Revue“ in Kooperation mit dem Dortmunder Schauspielhaus und dem Ensemble des Geierabends
- seit 2005: Texte und Regie für die Soloprogramme von Franziska Mense-Moritz „Warum ich“ und „Ich sach ma: Normal!“
- seit 2007: inszenierte Lesungen mit der Gruppe „schreibbar“ aus Unna
- 2009: Inszenierung „Shakespeares sämtliche Werke in 2 Stunden“, Theater Fletch Bizzel, Dortmund